# Enyalioides rubrigularis
Enyalioides rubrigularis – gatunek jaszczurki z rodziny Hoplocercidae, żyjącej w północno-zachodniej części Ameryki Południowej. Nazwa gatunkowa rubrigularis pochodzi od łacińskich słów ruber („czerwony”) oraz gula („gardło”) i odnosi się do charakterystycznie pomarańczowo lub czerwonawo ubarwionego gardła i podbródka dorosłych samców, odróżniającego Enyalioides rubrigularis od innych przedstawicieli rodzaju Enyalioides. Największe podobieństwo E. rubrigularis wykazuje w stosunku do E. praestabilis, od którego odróżnia go obecność przeważnie dwóch porów na udzie (E. praestabilis ma zazwyczaj jeden). Oba gatunki są jednak podobne pod względem liczby łusek i cech morfometrycznych. Morfologiczne podobieństwo sugeruje bliskie pokrewieństwo pomiędzy nimi. Różnica sekwencji DNA pomiędzy nimi wynosi 0,09 – podczas gdy pomiędzy większością gatunków Hoplocercidae przekracza 0,15 – co w połączeniu ze zbliżoną morfologią tych gatunków sugeruje, że są one taksonami siostrzanymi.

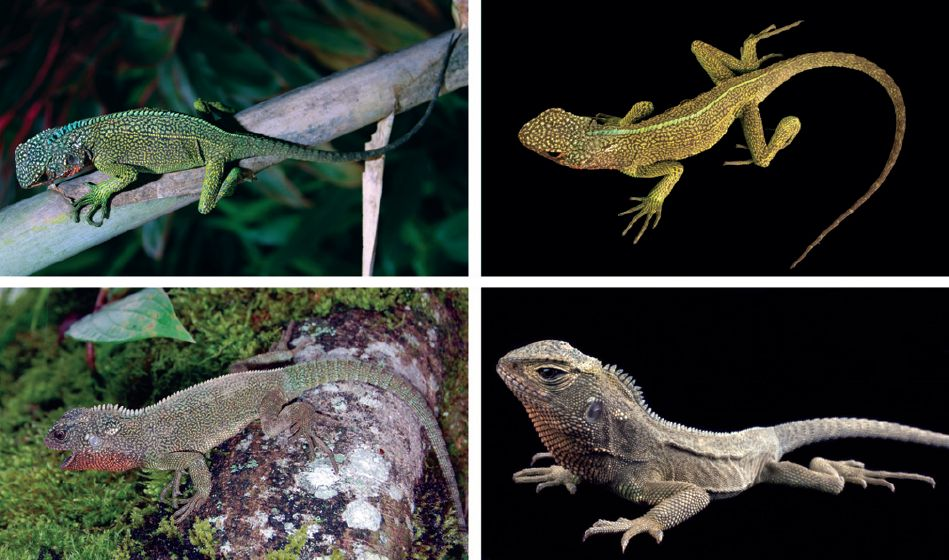
Zróżnicowanie ubarwienia samców Enyalioides rubrigularis

Holotyp E. rubrigularis, dorosły samiec (QCAZ 8483), mierzył 30 cm długości, z czego 18 cm przypadało na ogon. Na grzbiecie jaszczurki znajduje się grzebień składający się z niewielkich kolców – najwyższe, znajdujące się na szyi, osiągają co najmniej czterokrotnie większą wysokość niż te osadzone pomiędzy tylnymi kończynami. Grzebień rozciąga się do około 1/4 długości ogona. E. rubrigularis są różnorodnie ubarwione – łuski na grzbiecie i po bokach holotypu były przeważnie zielone lub żółte z czarnymi krawędziami, tworzącymi siatkowy wzór. Paratypy (QCAZ 8456 i 8460, dorosłe samce) były ubarwione ciemnobrązowo lub czarno. Samica QCAZ 8457 miała grzbiet, kończyny oraz ogon jasnobrązowe z pojedynczymi żółtymi łuskami, a grzbietową stronę głowy – ciemnobrązową z nielicznymi czarnymi łuskami. Osobnik juwenilny QCAZ 8454 był ubarwiony żółtozielono z nieregularnymi brązowymi plamami na głowie, tułowiu i ogonie oraz czarnymi poprzecznymi pasami na kończynach.
Enyalioides rubrigularis zamieszkuje lasy deszczowe na wschodnich zboczach Andów i zachodnich Cordillera del Cóndor w południowo-wschodnim Ekwadorze; stwierdzony został także na przyległym terenie w północnym Peru. Występuje na wysokościach 1100–1460 m n.p.m. Lokalizacja typowa gatunku jest otoczona lasami wtórnymi, pastwiskami, stawami z tilapiami oraz farmami żab ryczących. Osobnik młodociany QCAZ 8454 został napotkany około godziny piątej, kiedy wygrzewał się na słońcu. Szybko uciekł do nory. Wszystkie pozostałe osobniki odnaleziono pomiędzy godziną 19. a północą, kiedy zwierzęta spały. Większość jaszczurek zebrano w lasach wtórnych nieopodal pastwisk.